# Feuerwehrsport bei den Olympischen Spielen
Feuerwehrsport wurde zum ersten und einzigen Mal als Demonstrationssportart der Olympischen Sommerspiele 1900 vorgestellt. Wie alle Veranstaltungen der Spiele von 1900 galt die Brandbekämpfung als Teil der Weltausstellung 1900. Es fanden Wettbewerbe sowohl für Berufsfeuerwehrleute als auch für freiwillige Feuerwehrleute statt.
| Berufsfeuerwehr Sieger: Kansas City Zweiter: Mailand Freiwillige Feuerwehr Sieger: Porto Zweiter: Leyton Dritter: Budapest |